# Kulikowo (dieriewnia w obwodzie omskim)
Kulikowo (ros. Куликово) – wieś (dieriewnia) w Rosji, w obwodzie omskim, w rejonie kałaczińskim. W 2010 liczyła 225 mieszkańców.